# Cinquième circonscription de la préfecture de Tochigi
La cinquième circonscription de la préfecture de Tochigi (栃木県第5区, Tochigi-ken dai-go-ku) est l'une des cinq circonscriptions législatives que compte la préfecture de Tochigi au Japon.

## Description géographique
Entre 1994 et 2013, la cinquième circonscription de la préfecture de Tochigi regroupait les villes d'Ashikaga, Tochigi et Sano et le district de Aso (ja).
Entre 2013 et 2022, elle comprenait une partie de la ville de Tochigi et les villes d'Ashikaga et Sano. Depuis 2022, elle réunit ces trois dernières villes dans leur entier.

## Députés
| Législature | Début de mandat | Fin de mandat | Député élu        | Parti politique | Parti politique |
| ----------- | --------------- | ------------- | ----------------- | --------------- | --------------- |
| 41e         | 1996            | 2000          | Toshimitsu Motegi |                 | PLD             |
| 42e         | 2000            | 2003          | Toshimitsu Motegi |                 | PLD             |
| 43e         | 2003            | 2005          | Toshimitsu Motegi |                 | PLD             |
| 44e         | 2005            | 2009          | Toshimitsu Motegi |                 | PLD             |
| 45e         | 2009            | 2012          | Toshimitsu Motegi |                 | PLD             |
| 46e         | 2012            | 2014          | Toshimitsu Motegi |                 | PLD             |
| 47e         | 2014            | 2017          | Toshimitsu Motegi |                 | PLD             |
| 48e         | 2017            | 2021          | Toshimitsu Motegi |                 | PLD             |
| 49e         | 2021            | 2024          | Toshimitsu Motegi |                 | PLD             |
| 50e         | 2024            | -             | Toshimitsu Motegi |                 | PLD             |